# شرد مشرقي
الشرد المشرقي نوع نباتي ينتمي إلى جنس الشرد من الفصيلة القضبانية .

## البيئة والانتشار
موطنه المشرق العربي وجنوب شرق أوروبا وصولاً إلى إيران.